# Гидропосев
Гидропосев — способ посадки растений при помощи распыления водной смеси из семян и различных растворимых и нерастворимых добавок, таких как мульча, удобрения или красители. Применяется в качестве метода борьбы с эрозией в качестве альтернативы традиционным способам высева семян.

## Описание
Смесь для гидропосева транспортируется в обычных резервуарах для жидкости, таких как автоцистерны. Для обработки больших площадей могут быть задействованы вертолёты и самолёты; при масштабном годропосеве смесь может содержать только стабилизаторы почвы дабы избежать внедрения в экосистемы или посевные площади чужеродных или ненужных видов растений. Исследование, проведённое в нижнем течении реки Колорадо в Аризоне в 2011 году, показало, что гидропосев можно эффективно использовать для восстановления прибрежной растительности на расчищенных землях.
При обработке больших территорий гидропосев может оказаться эффективным методом высева. Гидропосев, как правило, обходится дешевле, чем посадка дернины, но дороже, чем разбросной посев. Мульча из волокон ускоряет процесс роста, сохраняя влагу вокруг семян и тем самым повышая скорость прорастания.